# Nova Zemblastraat

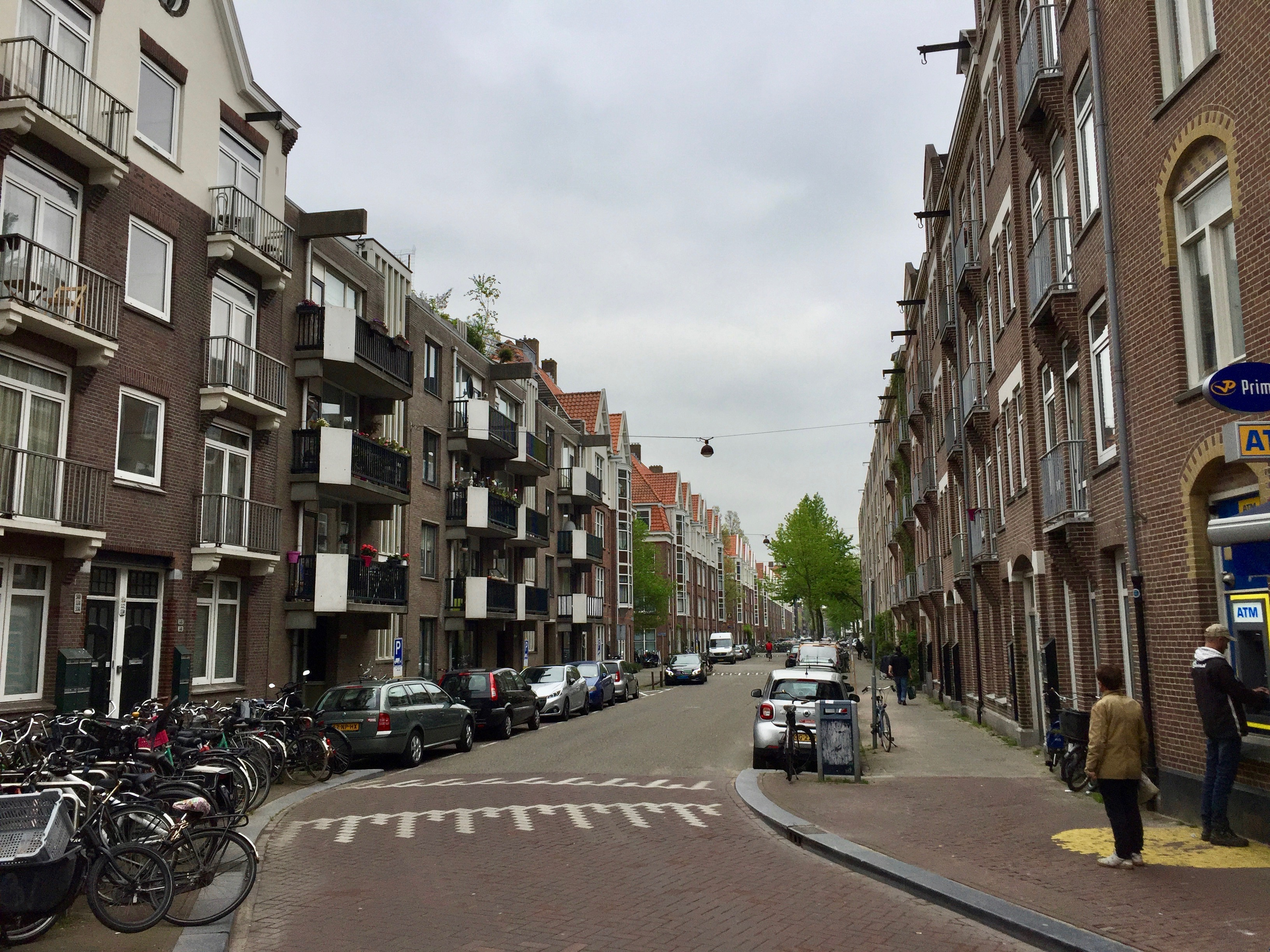
De Nova Zemblastraat vanaf de Spaarndammerstraat (mei 2019)

De Nova Zemblastraat is een woonstraat in de Spaarndammerbuurt in Amsterdam Oud-West

## Geschiedenis en ligging
De straat kreeg per raadsbesluit van 20 november 1878 de naam Roggeveenstraat, die begon bij de Van Neckstraat tot aan de oostelijke kade van het Westerkanaal/Houtmankade. Vervolgens liep de Roggeveenstraat aan de overzijde van dat kanaal door tot aan de Spaarndammerstraat. De verbinding tussen beide delen werd verzorgd door een voorloper van de Tasmanbrug/Westerkeersluis. De twee straatdelen lagen in twee verschillende wijken; de gemeente vond het in 1913 tijd een onderscheid te maken en vernoemde op 2 september 1913 het westelijke gedeelte om tot Nova Zemblastraat, een vernoeming naar de eilanden groep Nova Zembla. In de omgeving zijn straten vernoemd naar Nederlandse zeevaarders. De oude naam is nog terug te vinden in de bouwtekeningen van een te bouwen school in 1901 naar een ontwerp van de Dienst der Publieke Werken.
Door uitgebreide sanering van de buurt kreeg de straat een aantal inlooppaden naar nieuwbouw die soms dwars op het straatprofiel werden neergezet.

### Uiterlijk in 2019
Het wegdek van de Nova Zemblastraat is geasfalteerd, waarbij de parkeerplaatsen voor auto's met straatklinkers zijn afgewerkt. De straat is geschikt voor alle verkeer uit twee richtingen. Het trottoirgebied aan beide kanten van de weg is voor voetgangers niet echt breed. Door het fietsparkeren en de vele geveltuintjes worden voetgangers enigszins gehinderd tijdens het lopen door in deze straat.

## Gebouwen
Er heerste in eerste instantie industriële bedrijvigheid, zoals Neuchâtel Asphalt Cie met fabriek en opslagloodsen (sinds 1891) en de Wester Suikerraffinaderij (later CSM en Corbion). Nog later vestigden er ook nog wat kleinere bedrijven zich aan de Nova Zemblastraat zoals een metaalconstructiebedrijf (Bing K.E.A.), een benzine servicestation Sinclair Union/SinFina (1927-1939) en een machine-en apparatenreparatie bedrijf Smile Design (1968). Die bedrijvigheid is in de tweede helft van de 20e eeuw grotendeels verdwenen. Industriepanden werden gesloopt en oude pakhuizen werden omgebouwd tot appartementencomplexen. Een aantal te noemen zijn:
- Pakhuizen Medan, Bindjeij en Laboean, omgebouwd tot woningen, rijksmonument per 2003
- Pakhuizen Serdang, Langkat en Deli, omgebouwd tot woningen, eveneens rijksmonument per 2003.
- op het terrein van de Wester Suikerraffinaderij werden in de jaren 80 72 woningen gebouwd naar een ontwerp van Girod en Groeneveld.

Bijna de gehele noordwand van de Nova Zemblastraat is in twee fases in 2008 en 2018 tot gemeentelijk monument verklaard. Het gaat daarbij om een tweetal complexen arbeiderswoningen gebouwd door Woningbouwvereniging Het Westen naar een ontwerp van Herman Walenkamp in de bouwstijl  Rationalisme met opvallende witte topgeveltjes met daarin een rond vensterraam:
- het eerste complex bestaat uit woningen van Aert van Nesstraat 1-55 en 2-50, Bontekoestraat 1-13 en 2-56, Le Mairestraat 1-55 en 2-56, Nova Zemblastraat 14-508 en Tasmanstraat 17-51 en 253-435
- het tweede complex bestaat uit woningen aan de Nova Zemblastraat 546-598, Spaarndammerstraat 792-872 en Tasmanstraat 437-451
- het "ontbrekende deel" Nova Zemblastraat 510-544 is geen monument, het is een complexje dat gebouwd is in 1982 op de plek van de eerdergenoemde school annex bibliotheek uit 1901.